# بیگانه‌گرایی
بیگانه‌گرایی (به انگلیسی: Xenocentrism) ترجیحی است که در آن عقاید یا کالاهای (محصولات) خارجی نسبت به عقاید و کالاهای داخلی اولویت داده می‌شوند.